# 莱尔姆 (阿列日省)
莱尔姆（法語：L'Herm，法語發音：[lɛʁm]）是法国阿列日省的一个市镇，属于富瓦区。

## 地理
莱尔姆（42°58'20"N, 1°41'10"E）面积14.67 平方千米，位于法国奧克西塔尼大區阿列日省，该省份为法国西南部内陆省份，西部和北部与上加龙省接壤，东临奥德省，东南至东比利牛斯省接壤，南与安道尔和西班牙接壤。
与莱尔姆接壤的市镇（或旧市镇、城区）包括：阿拉博、居达斯、莱谢尔、普拉迪耶尔、罗克福尔-莱卡斯卡德、圣让德韦日、苏拉、旺特纳克。

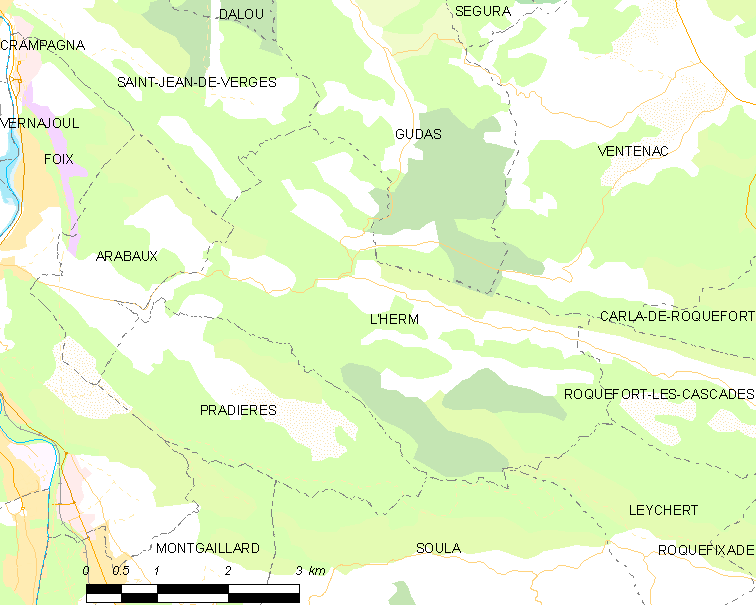
的OSM定位图

莱尔姆的时区为UTC+01:00、UTC+02:00（夏令时）。

## 行政
莱尔姆的邮政编码为09000，INSEE市镇编码为09138。

## 政治
莱尔姆所属的省级选区为阿列日河谷县。

## 人口

1962-2008年间人口变化图示

莱尔姆于2022年1月1日时的人口数量为189人。